# Bokgölen
Bokgölen är en sjö i Ronneby kommun i Blekinge och ingår i Nättrabyån-Ronnebyåns kustområde. Sjön är 16,1 meter djup, har en yta på 0,051 kvadratkilometer och är belägen 64 meter över havet.